# Alexe Gaudreault
 (novembre 2021).
Si vous disposez d'ouvrages ou d'articles de référence ou si vous connaissez des sites web de qualité traitant du thème abordé ici, merci de compléter l'article en donnant les références utiles à sa vérifiabilité et en les liant à la section « Notes et références ».
Pour les articles homonymes, voir Gaudreault.
Alexe Gaudreault (dite Alexe) est une auteure-compositrice-interprète originaire de Dolbeau-Mistassini (Saguenay–Lac-Saint-Jean).
Autrefois maquilleuse professionnelle, elle se fait découvrir en tant que chanteuse lors de son audition à l'aveugle à la première saison de La Voix (2013), où elle fera partie de l'équipe de Marc Dupré.
En 2017, elle obtient une nomination au gala de l'ADISQ dans la catégorie Révélation de l'année.

## Biographie
En 2016, les chansons Placebo et Éclat de son premier album Alexe se classent au top du palmarès musical québécois pendant plusieurs semaines consécutives.
Le 22 janvier 2021, elle se fiance avec son conjoint, le réalisateur musical Charles Guay.
Le 29 janvier 2021, elle donne naissance à son premier enfant.
À l’été 2023, elle performe aux Francos de Montréal.

## Discographie
- Alexe (2016)

Liste des chansons de l'album:
1. Prélude
2. Mirage
3. Couleurs
4. Éclat
5. Tempête
6. Écho
7. Placebo
8. L'envers du décor
9. L'hiver
10. Vertige
11. Néant